# Biserica Preasfânta Inimă a lui Isus din Ditrău

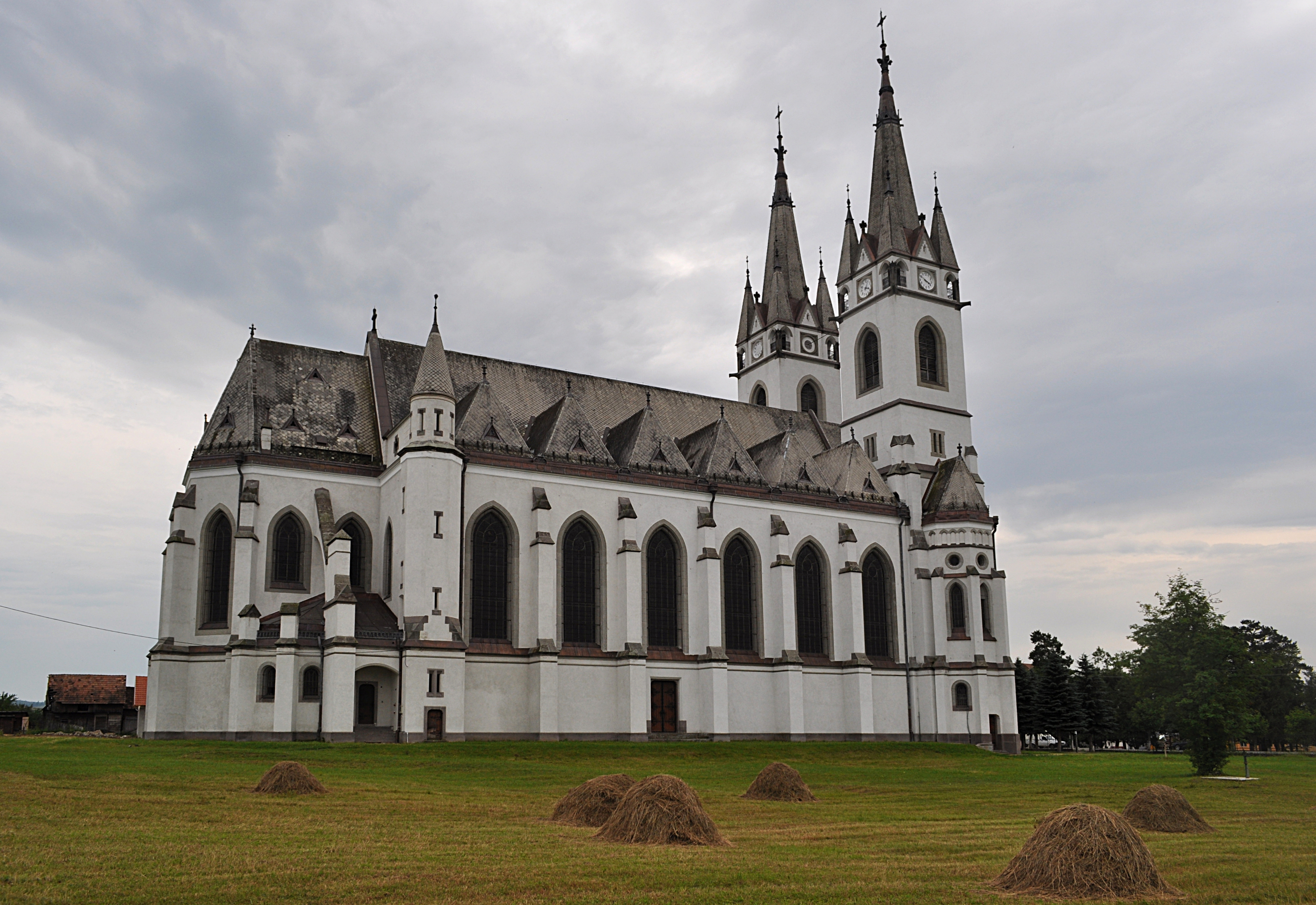
Biserica romano-catolică din Ditrău, județul Harghita, foto: iulie 2011.

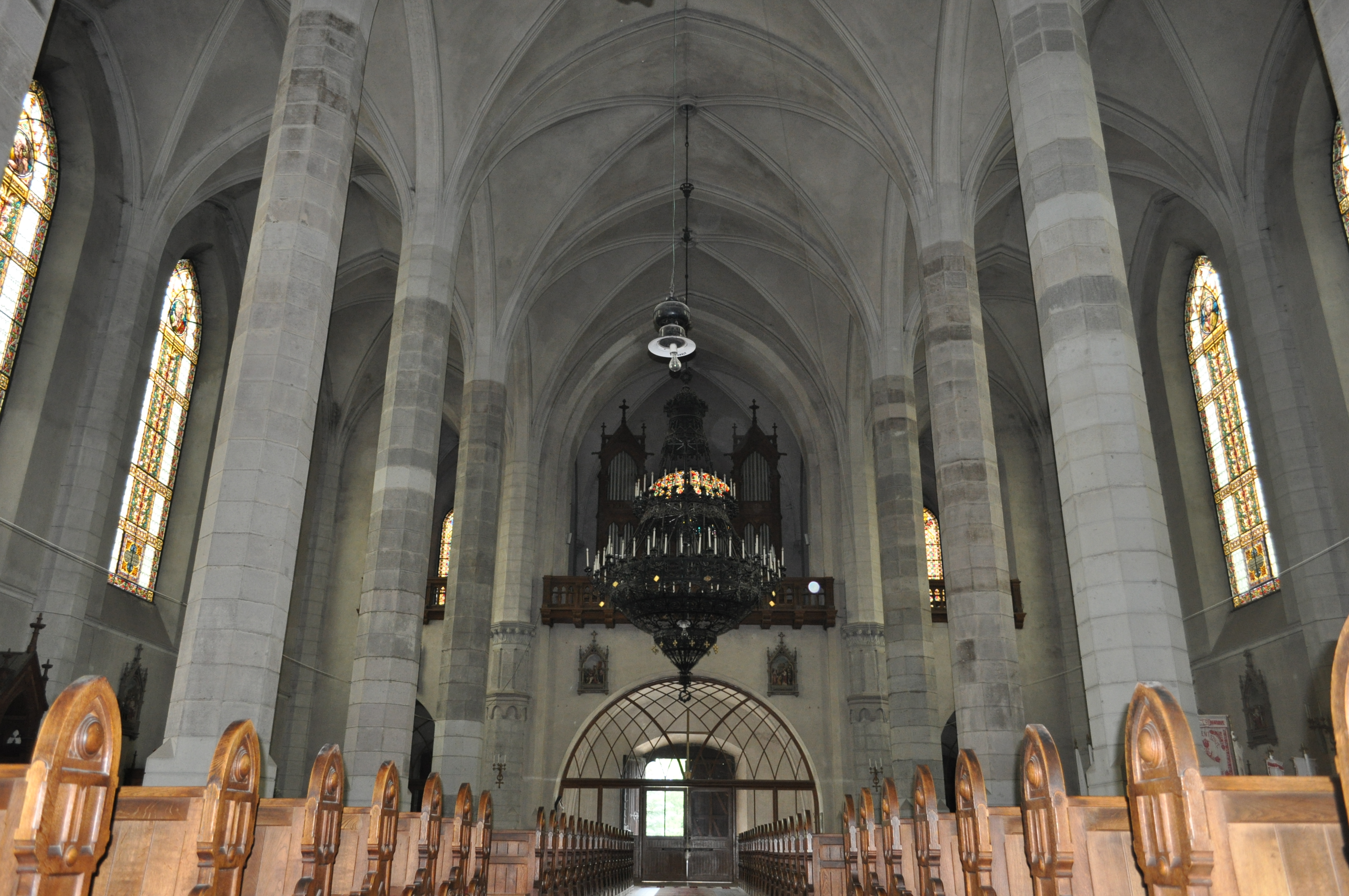
Biserica romano-catolică din Ditrău (Interior - nava centrală), județul Harghita, foto: iulie 2011.

Biserica cu hramul „Preasfânta Inimă a lui Isus" este una din cele două biserici romano-catolice din Ditrău, Harghita, edificiu construit în stil neogotic între anii 1908-1911.

## Istoric și trăsături
Biserica romano-catolică nouă (biserica mare, biserica nouă) este biserica cea mai mare din întreaga zonă; a fost construită în stilul neogotic-eclectic al începutului secolului al XX-lea, după planurile arhitectului István Kiss din 1895, modificate și completate de Ede Dorzsák. Construcția a început în anul 1908 de către antreprenorul István Kladek din Szabadka (azi Subotica, regiunea sârbească Voivodina).  
Piatra folosită la construcție provine din cariera satului vecin, Remetea. Lungimea clădirii bisericii e de 56 m, lățimea de 23 m, iar turlele ating înălțimea de 75 m. Tavanul bisericii e boltit, cu coloane uriașe, iar arcele au elemente decorative. Caligrafia gotică poate fi văzută pe vitraliile făcute de Miksa Róth, înfățișând sfinții apostoli. Altarul este opera pictorului Erik Paulai (stabilit în Italia), iar amvonul și băncile au fost făcute de Endre Thék venit de la Budapesta. Pe lângă picturile și sculpturile în lemn ale acestor doi artiști, a mai colaborat și Lőrinc Siklódi, care a realizat lucrările de marmură (Sf. Ștefan, Sf. Ladislau, Sfânta Inimă a lui Isus, toate având motive orientale). 
În anul 1911 biserica a fost sfințită de către episcopul romano-catolic al Transilvaniei, contele Gusztáv Károly Majláth (1897-1938). Restaurările au avut loc în perioada lui 2007-2013, potrivit intervențiilor domnilor: Miklós Köllő, Attila Cimbalmas și Lajos Győri. De asemenea, orga creată în 1913 de Ottó Riegel din Budapesta a trebuit supusă reparațiilor.

## Imagini

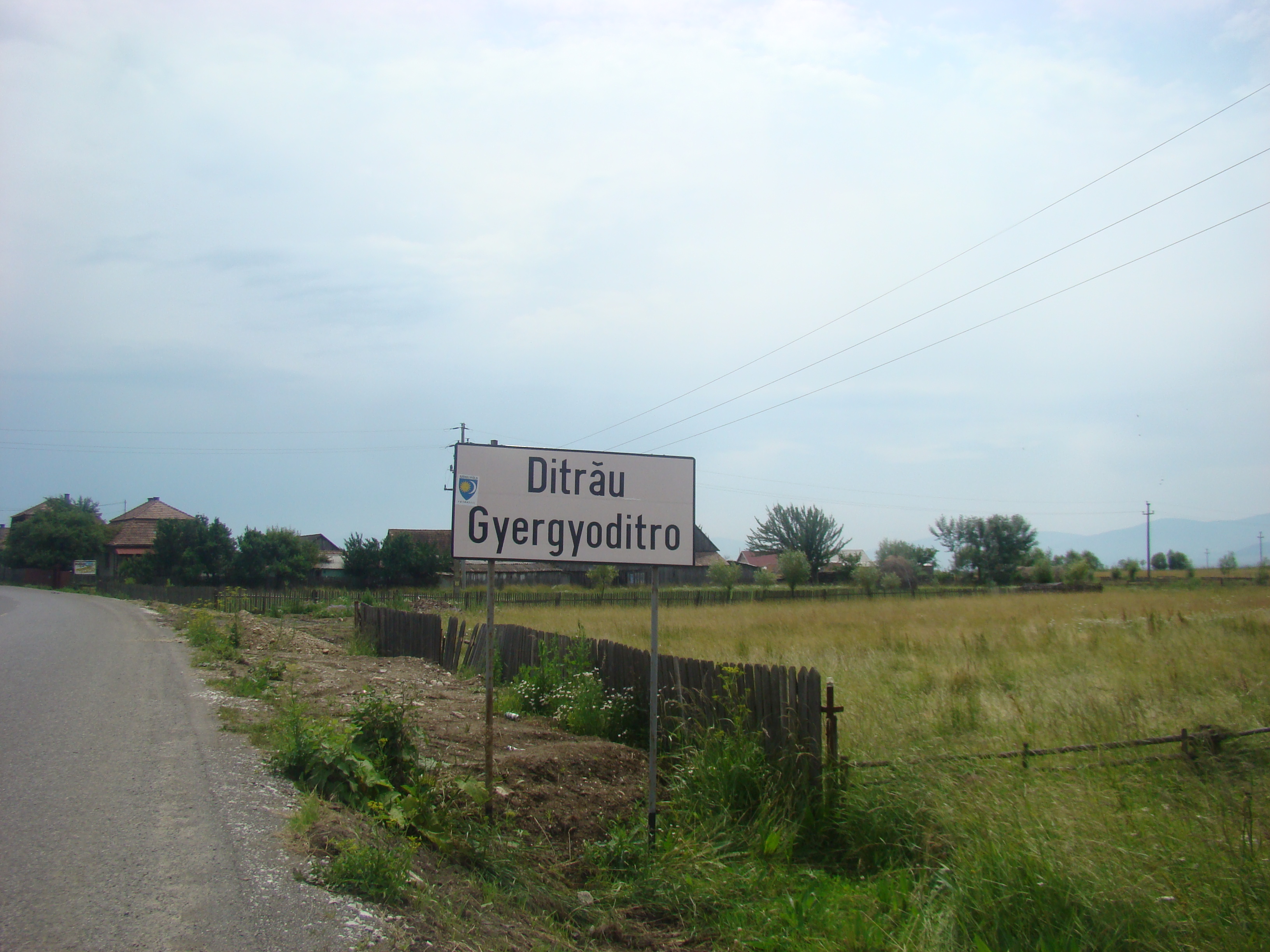
Intrarea în localitate
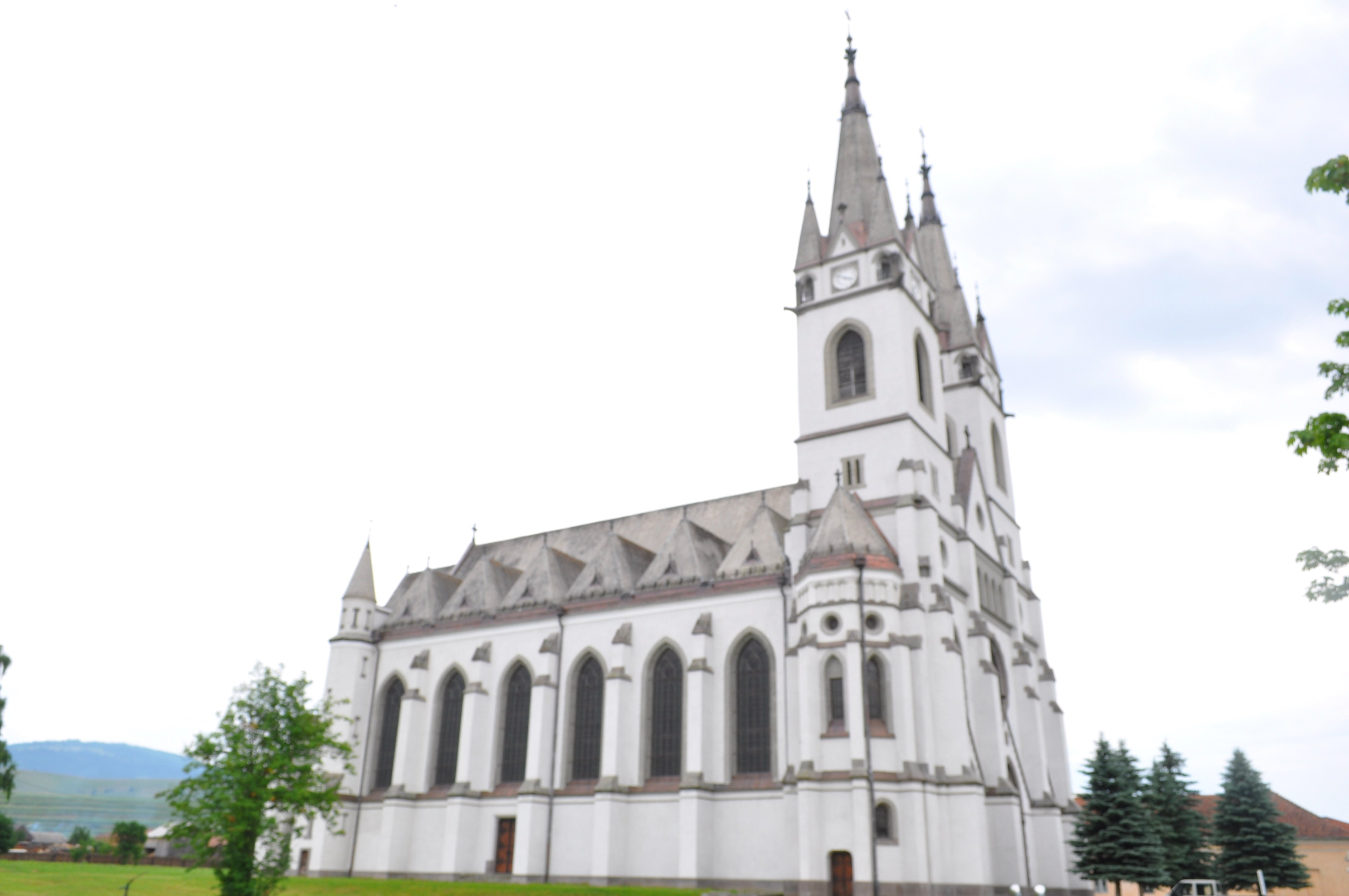
Biserica (nord-vest)
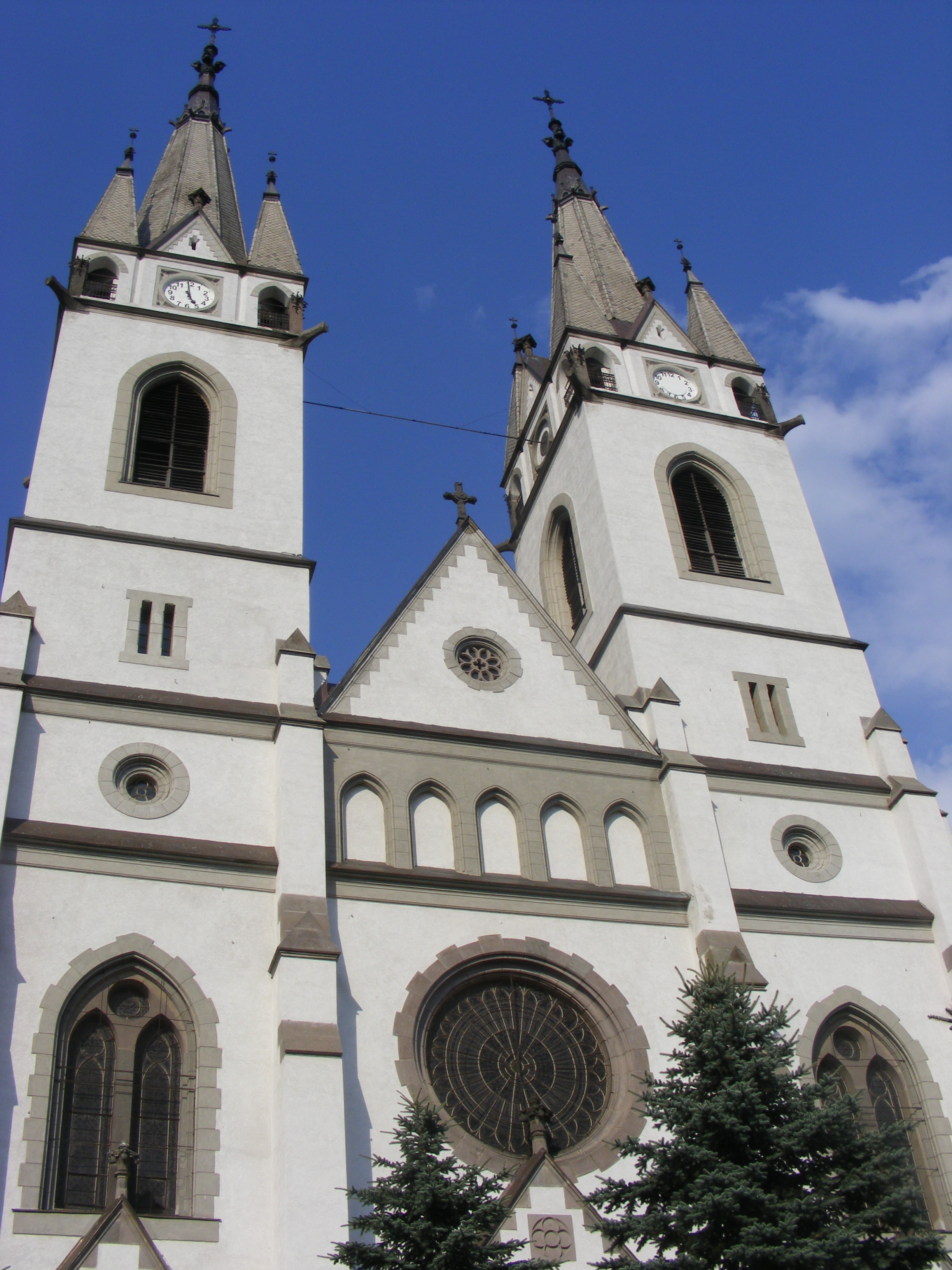
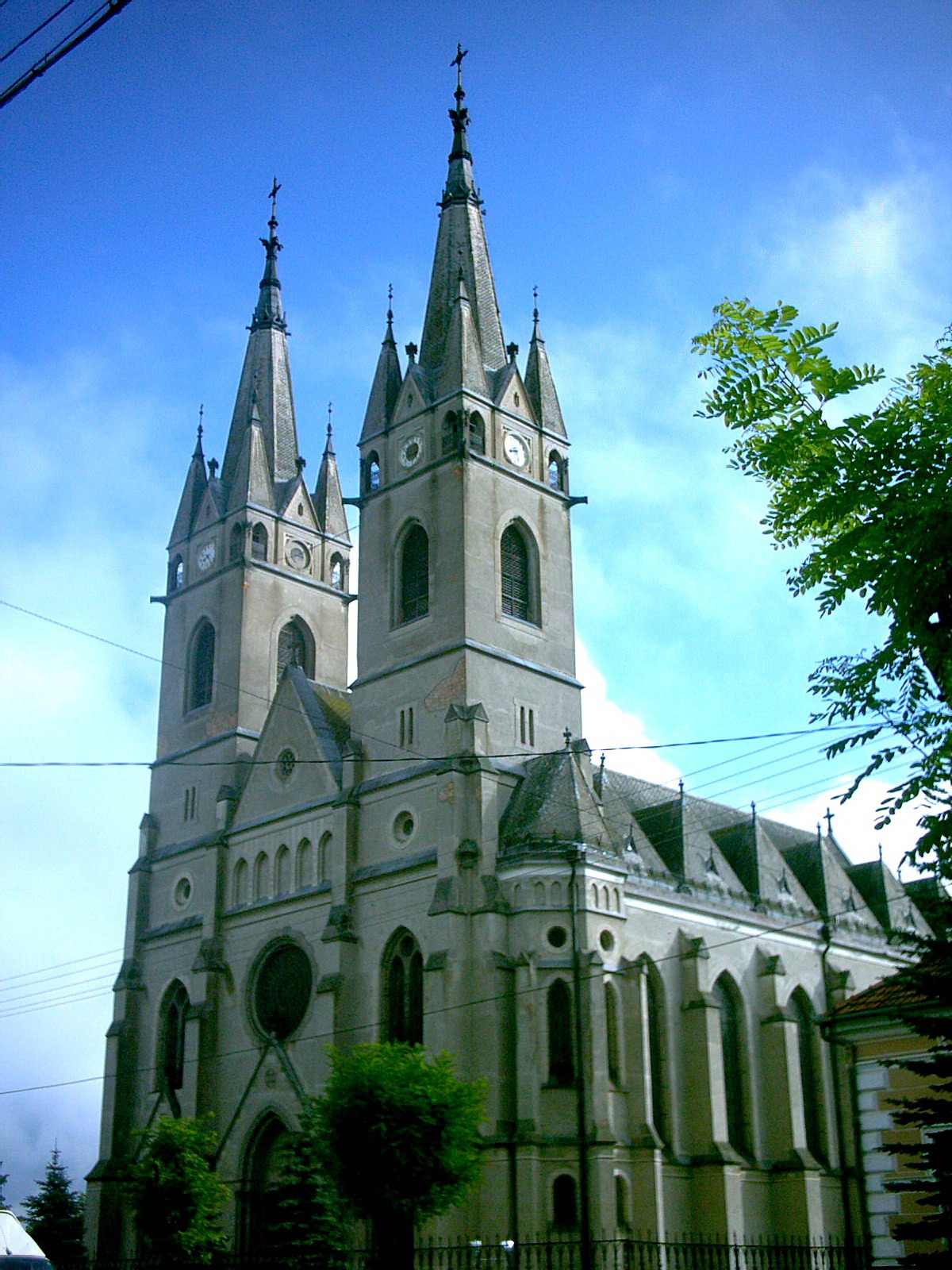
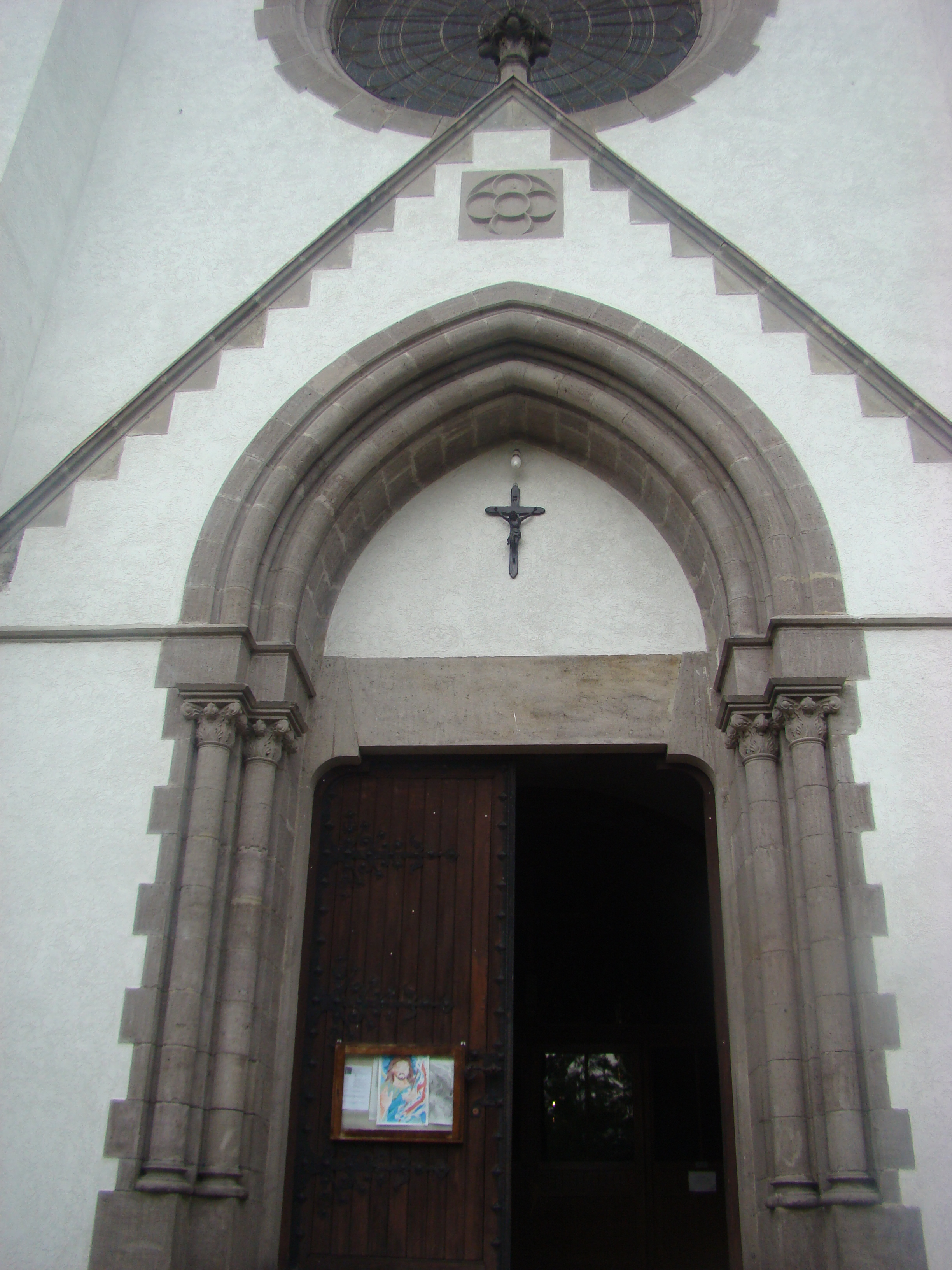
Portalul intrării
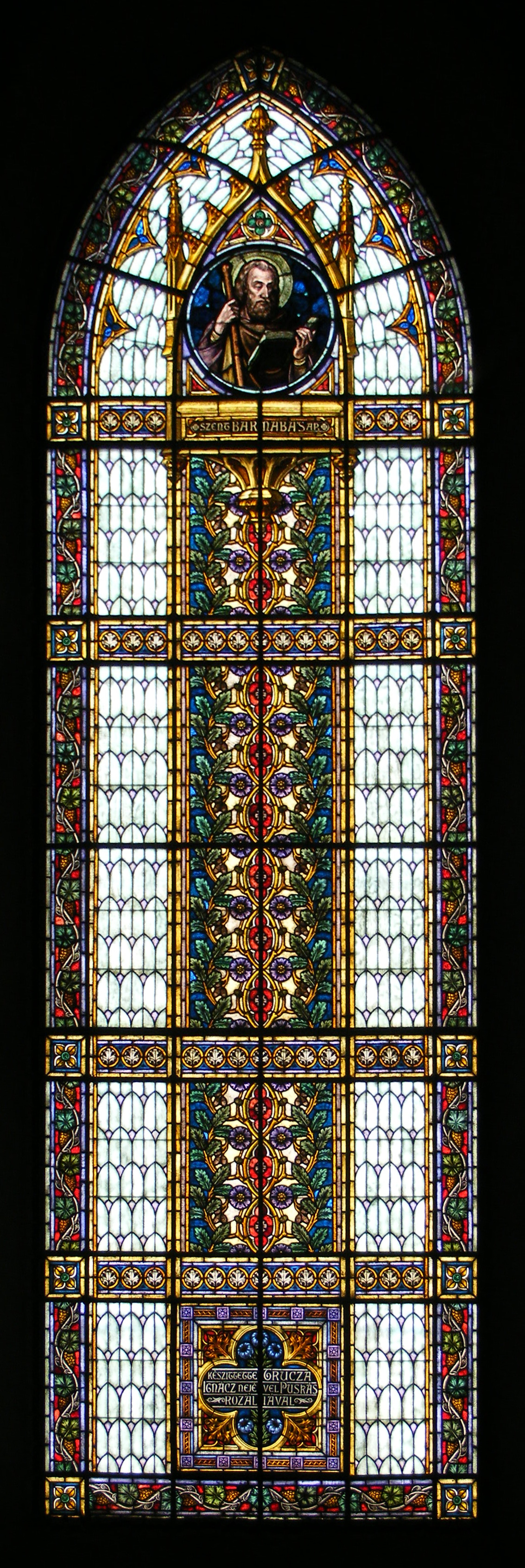
Vitraliu
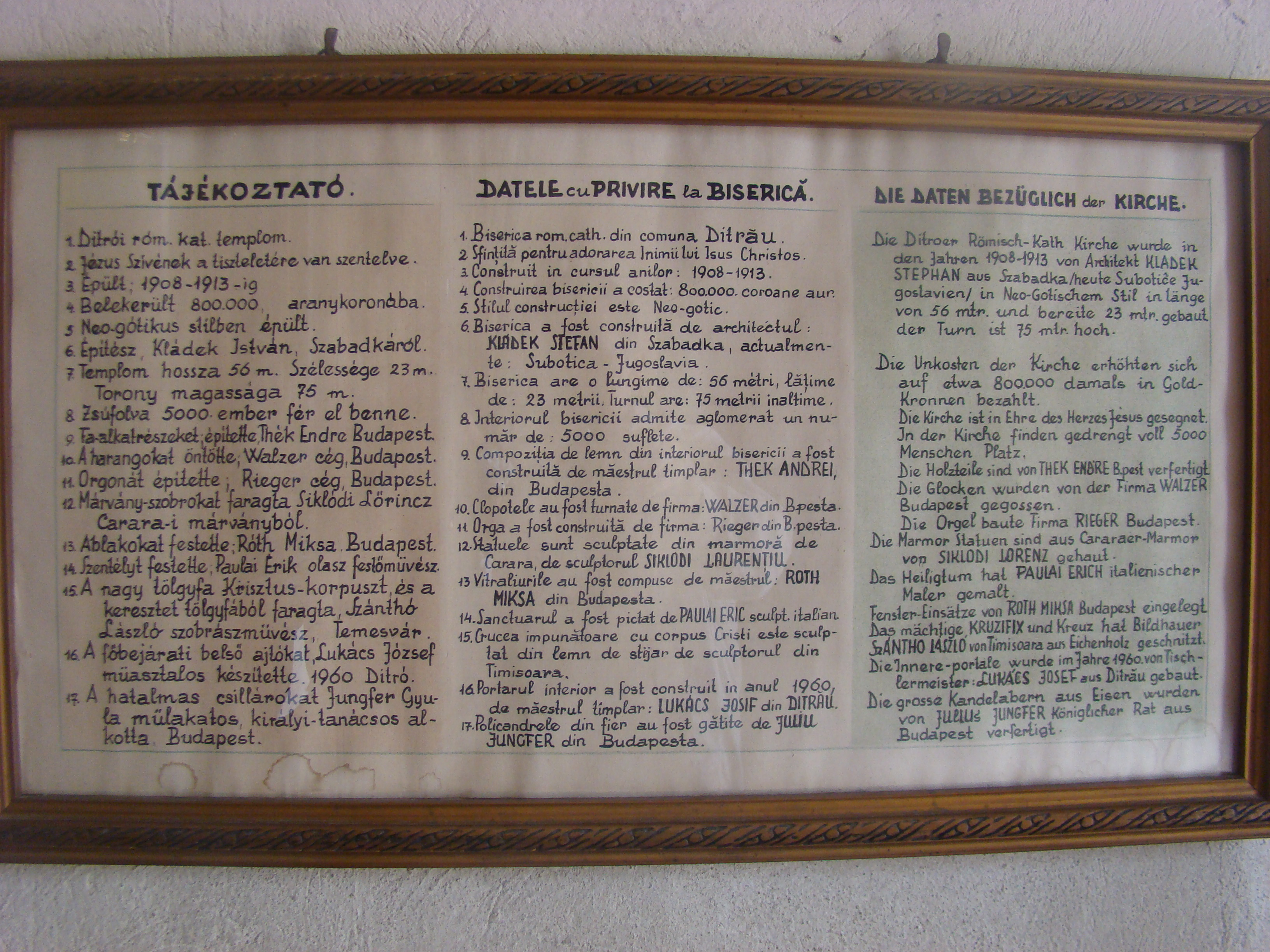
Istoricul bisericii
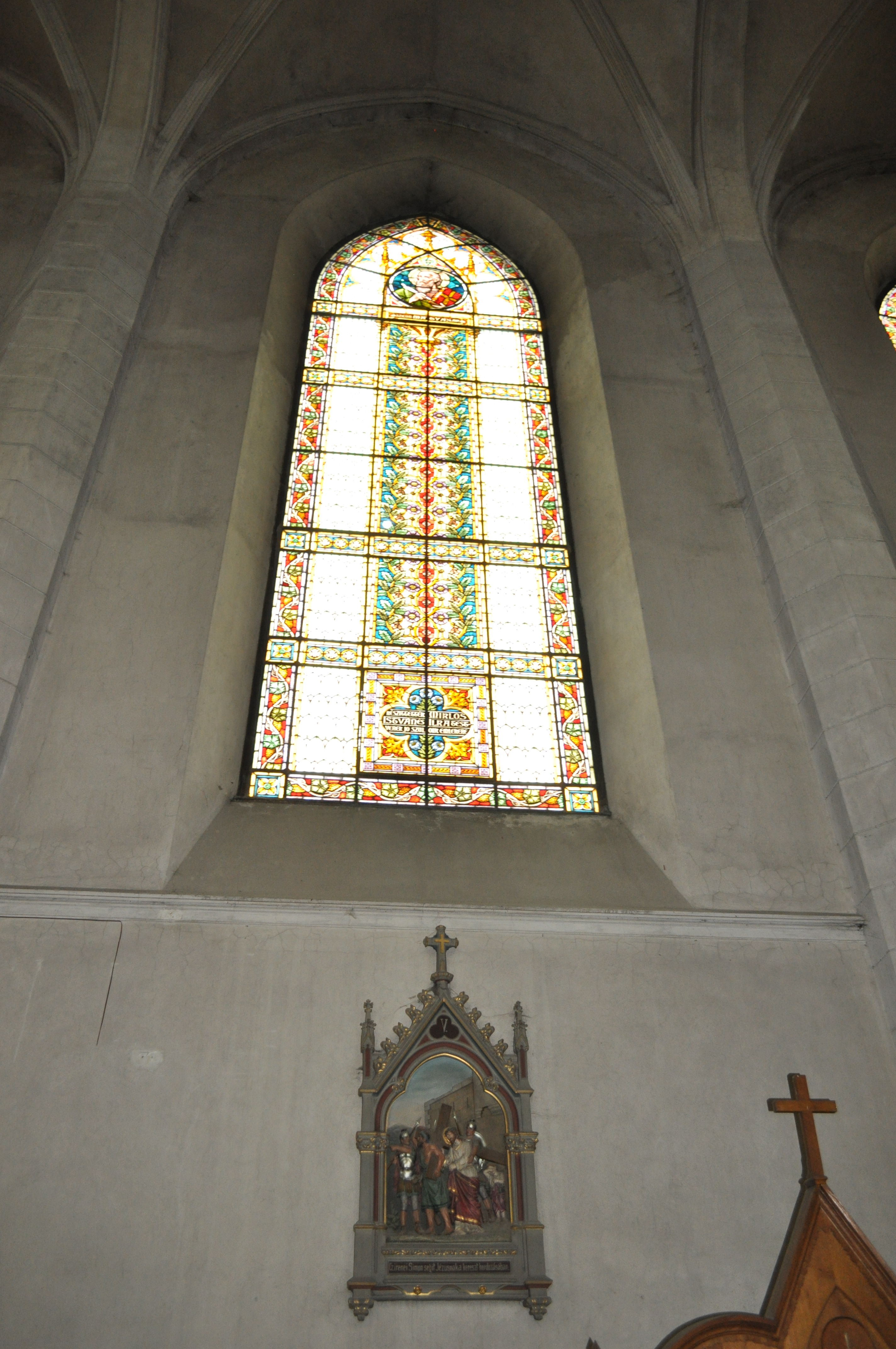
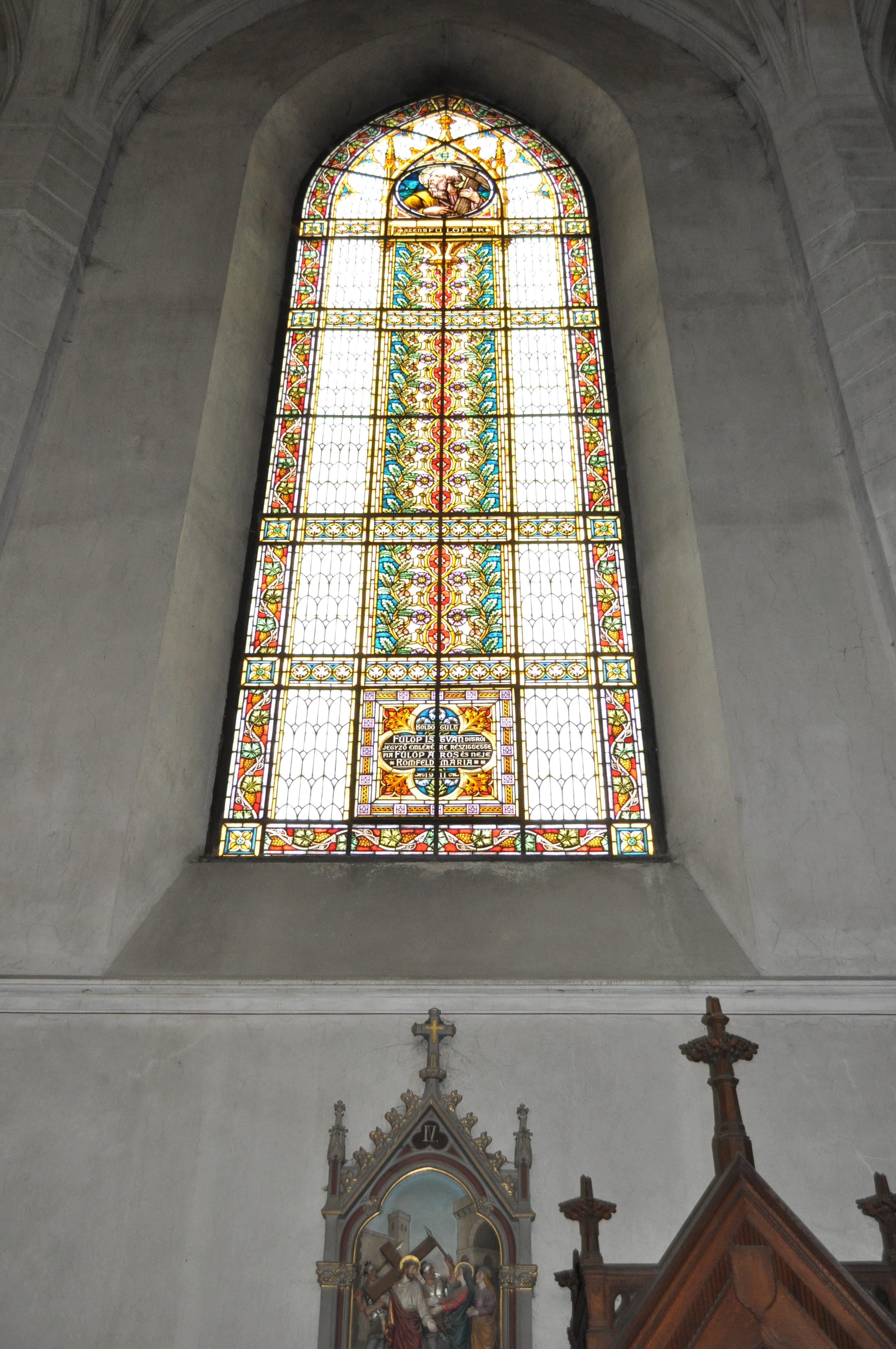
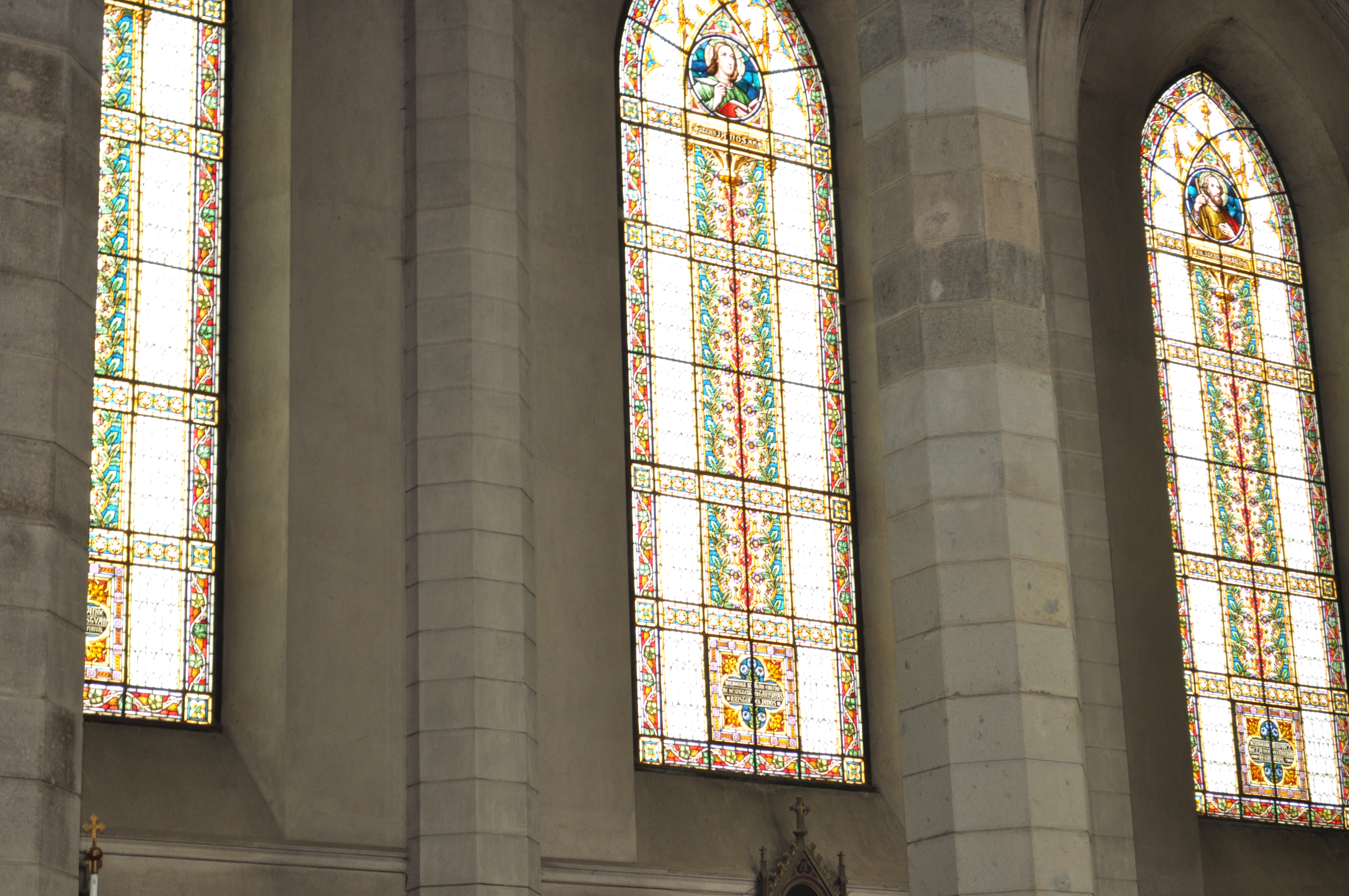
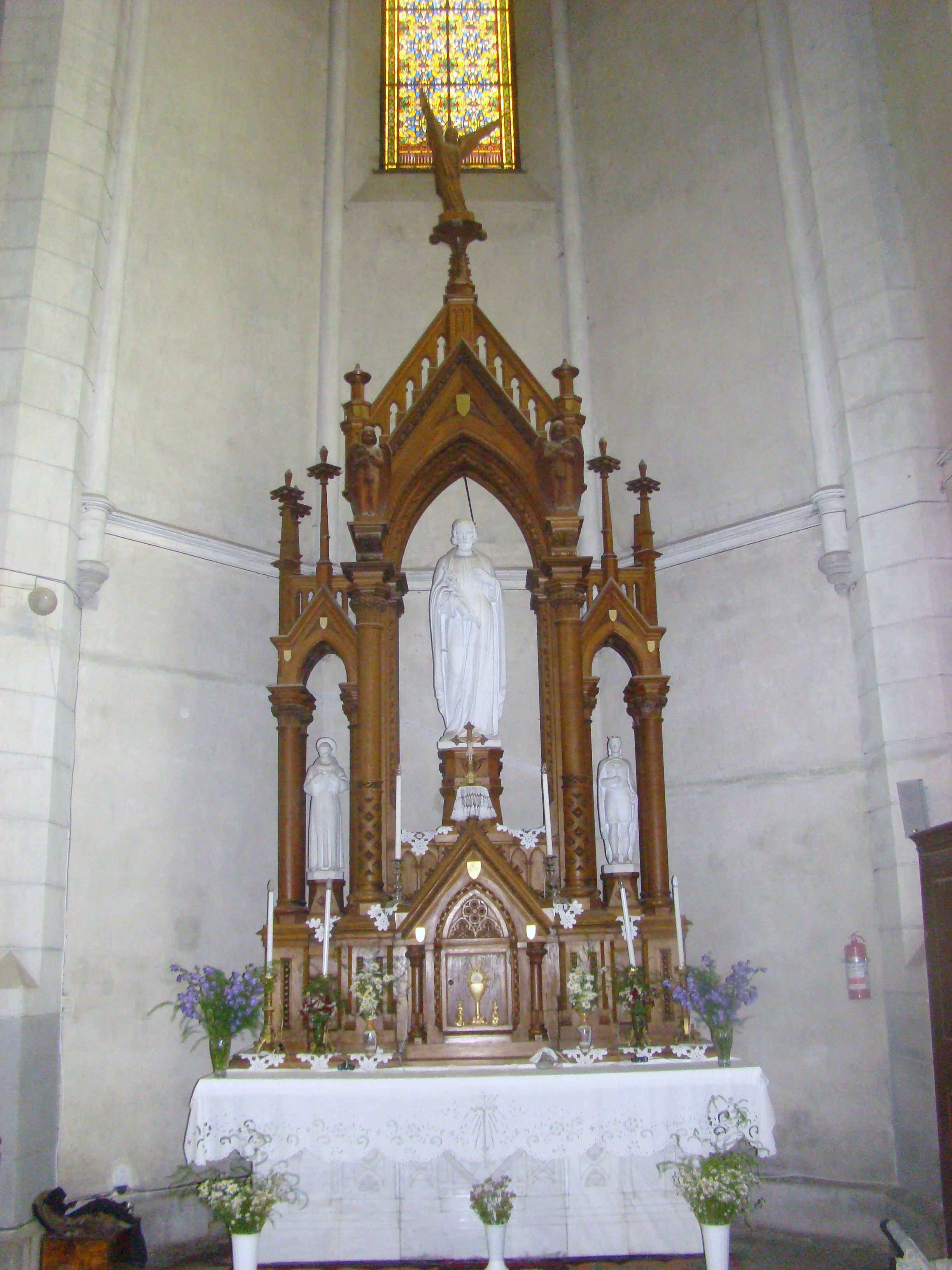
Unul din altarele secundare
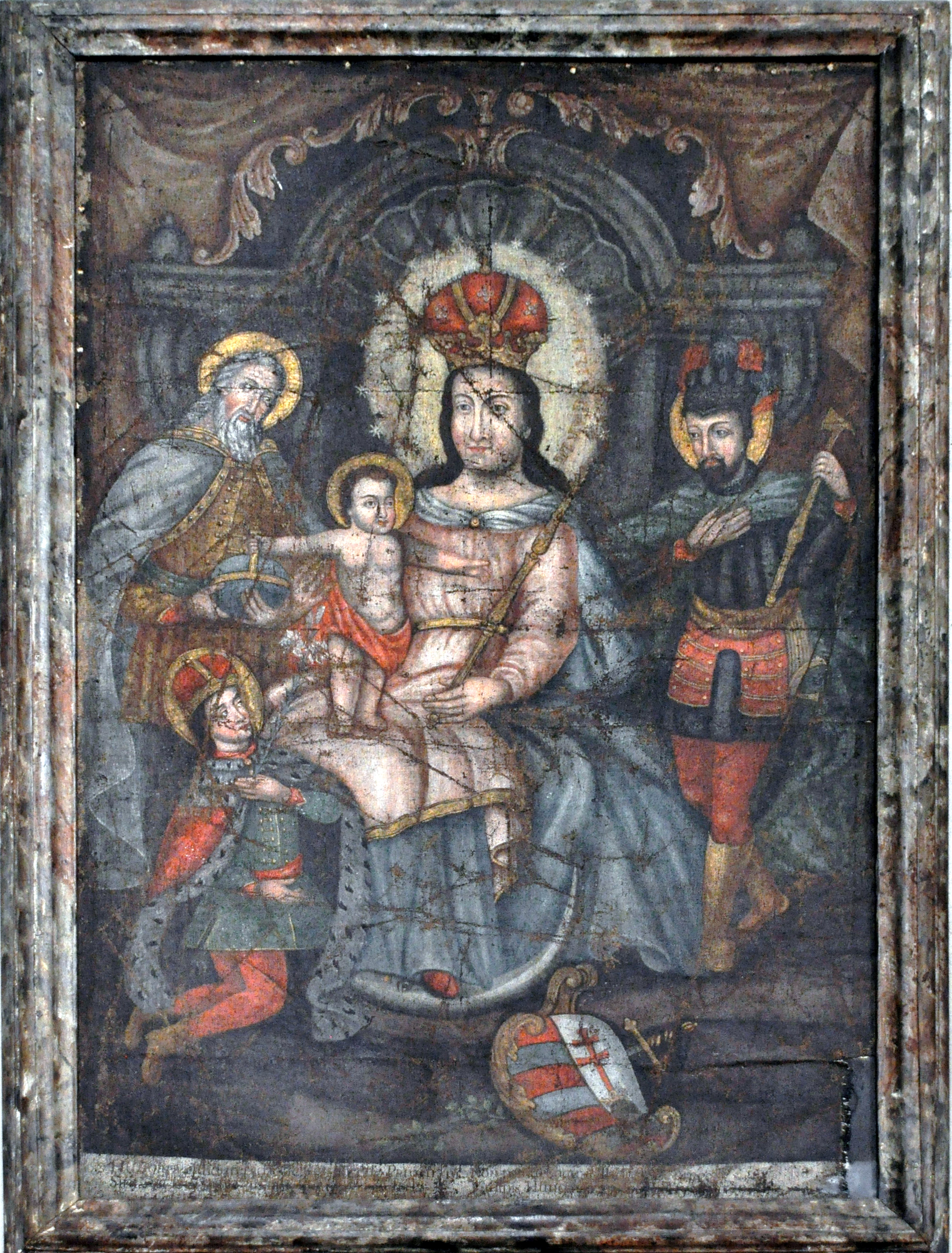
Fecioara cu Pruncul
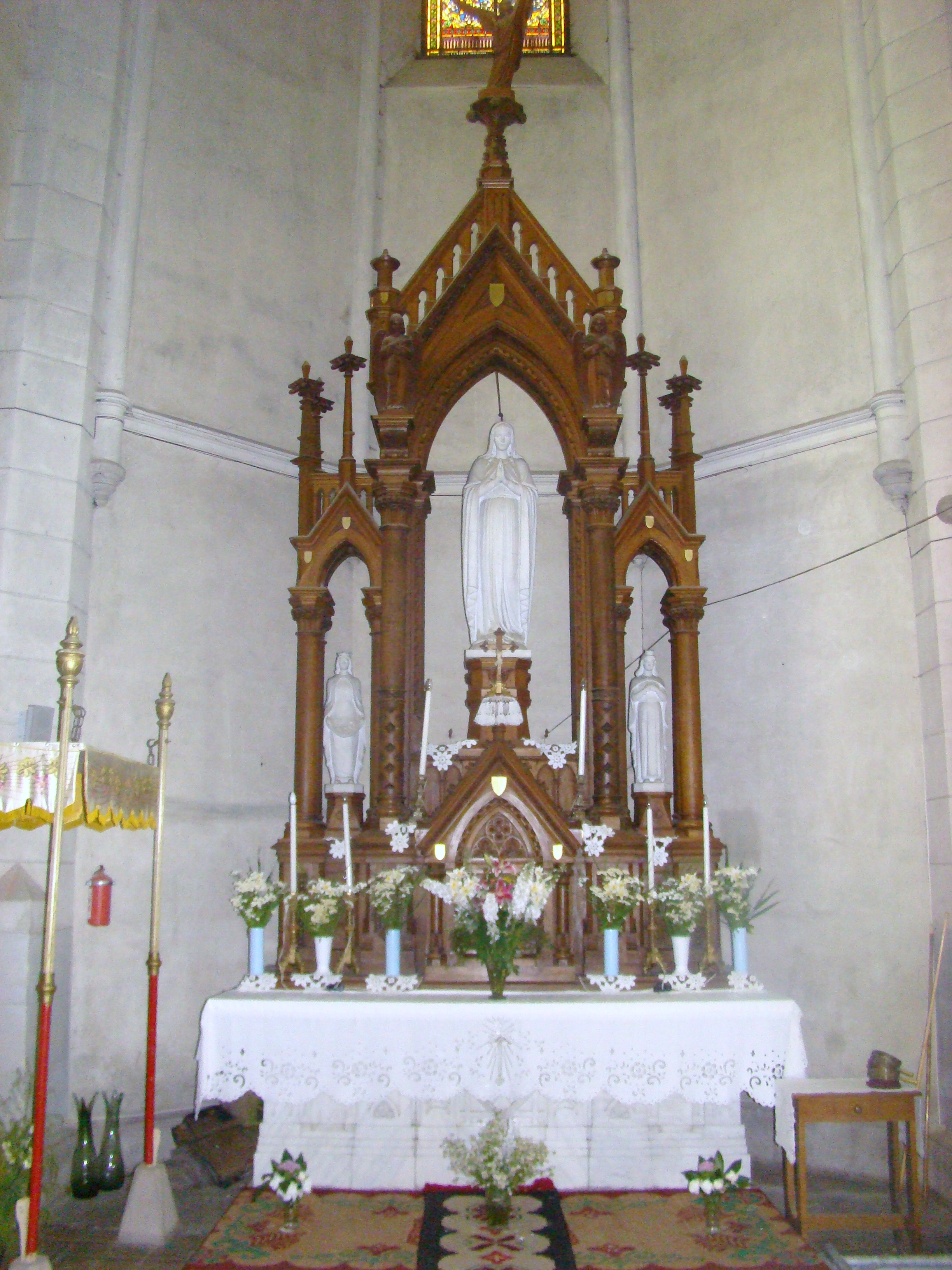
Unul din altarele secundare
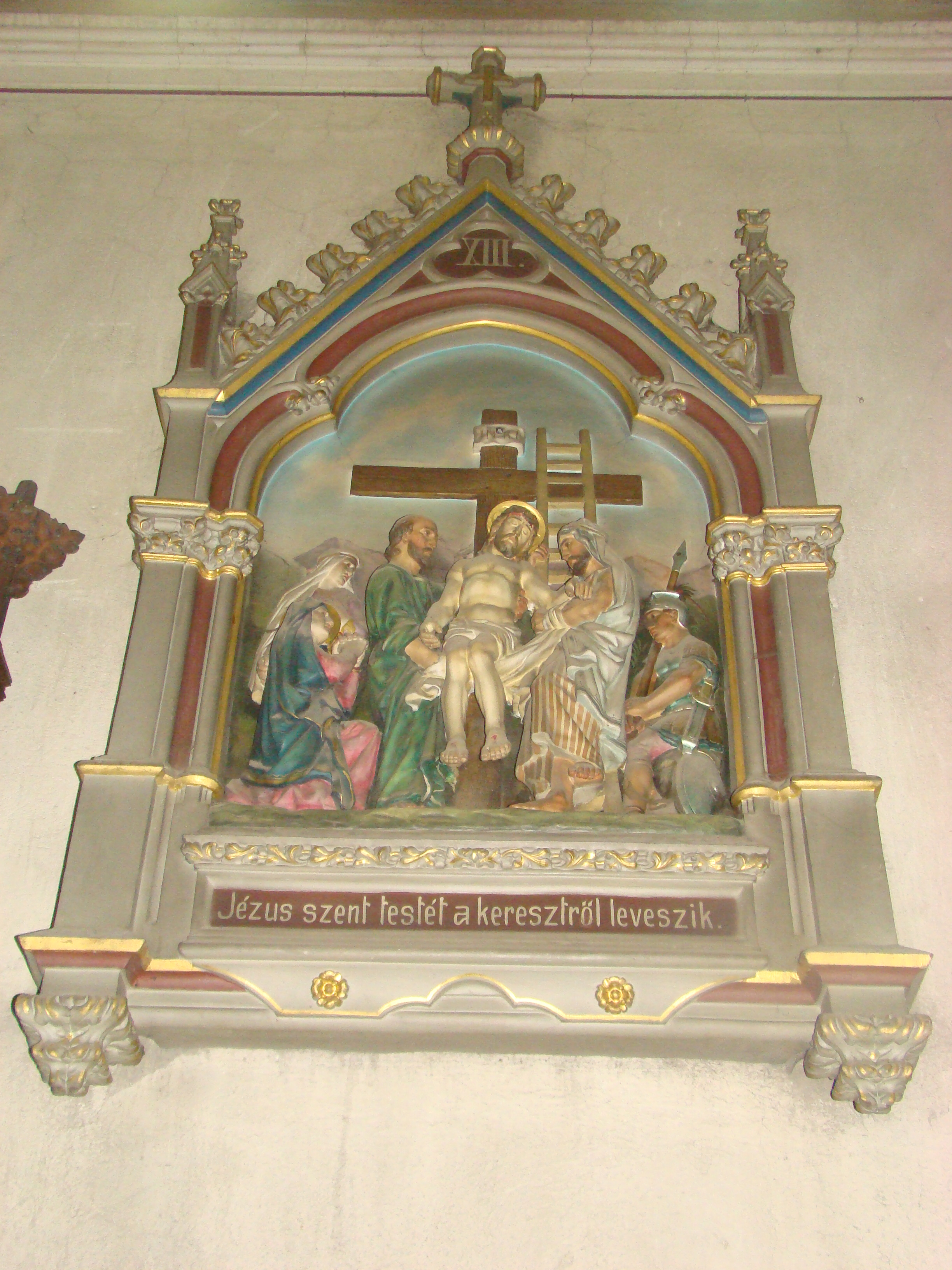
Calea Sf. Cruci: "Isus, mort, e coborât de pe cruce."
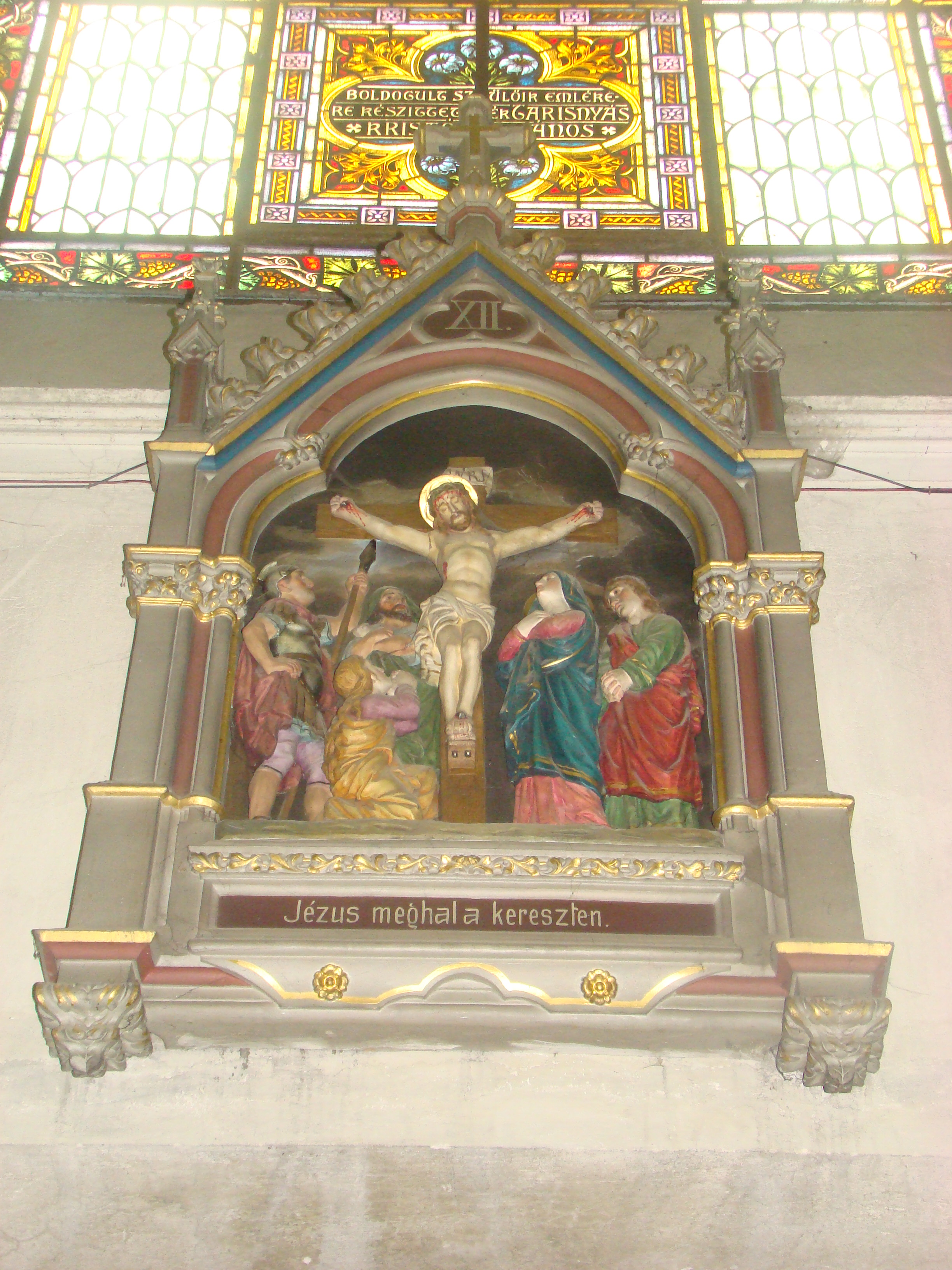
Calea Sf. Cruci: "Isus moare pe cruce."
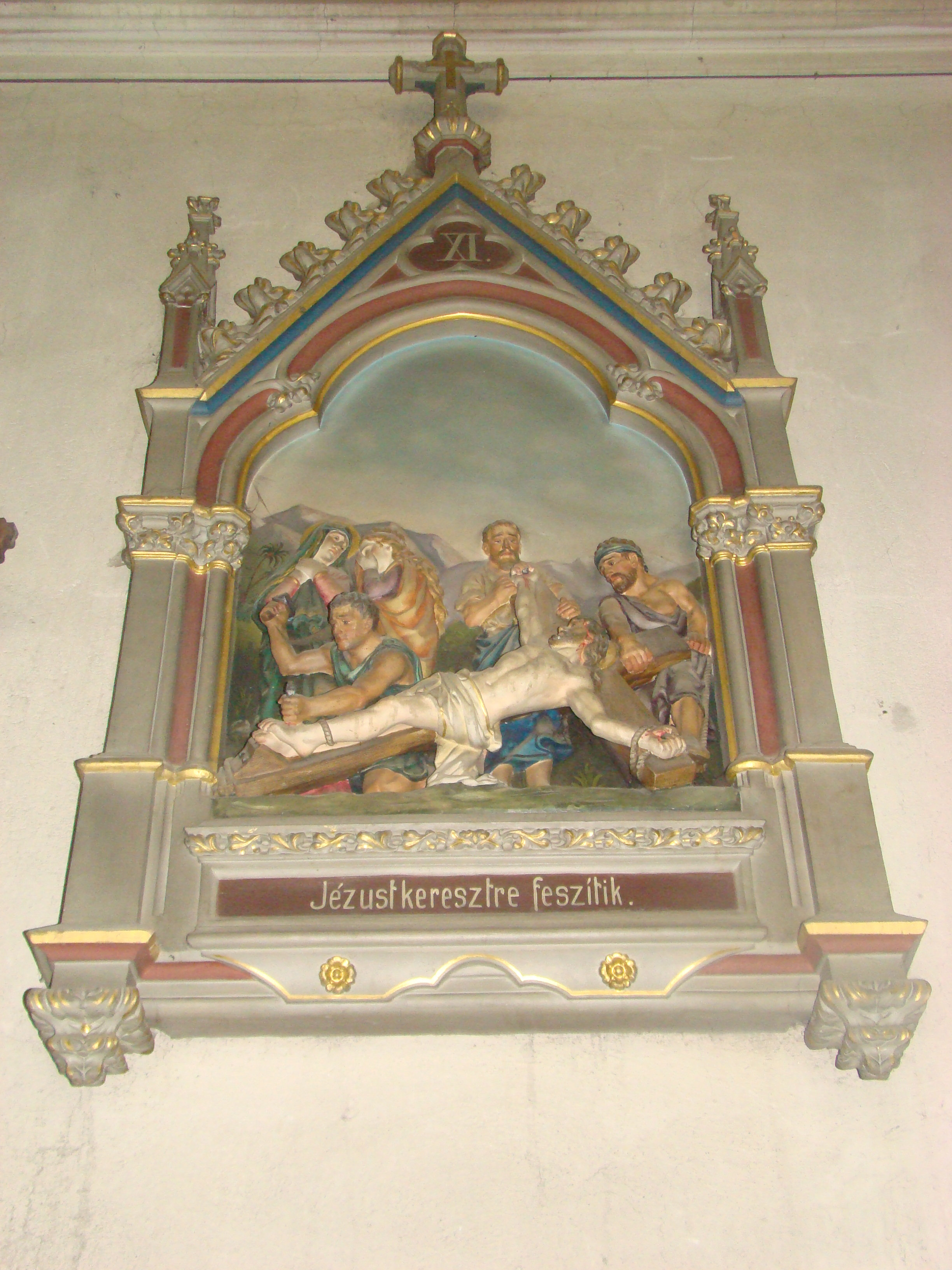
Calea Sf. Cruci: "Isus e răstignit."
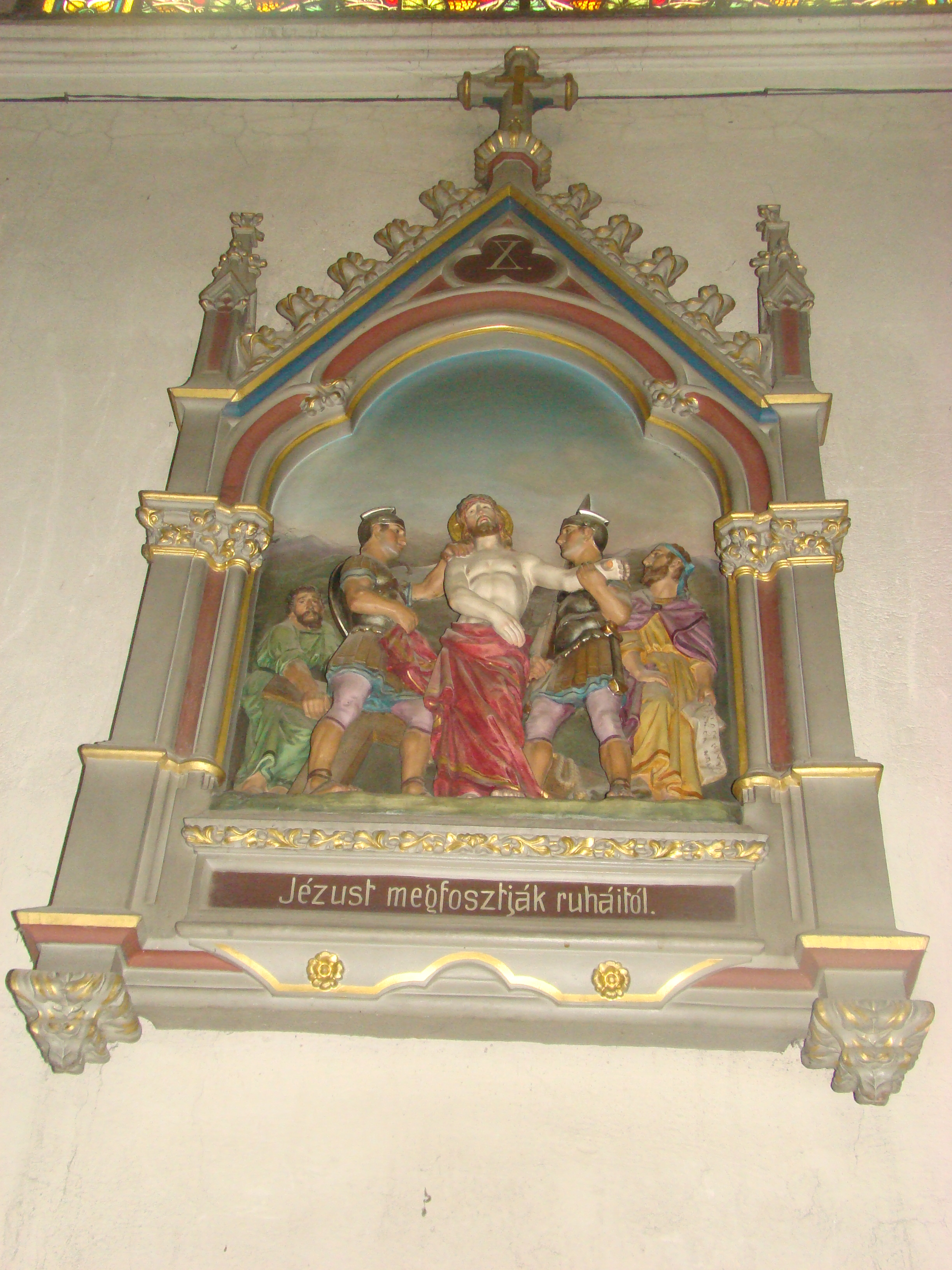
Calea Sf. Cruci: "Isus e despuiat de haine înainte de răstignire."
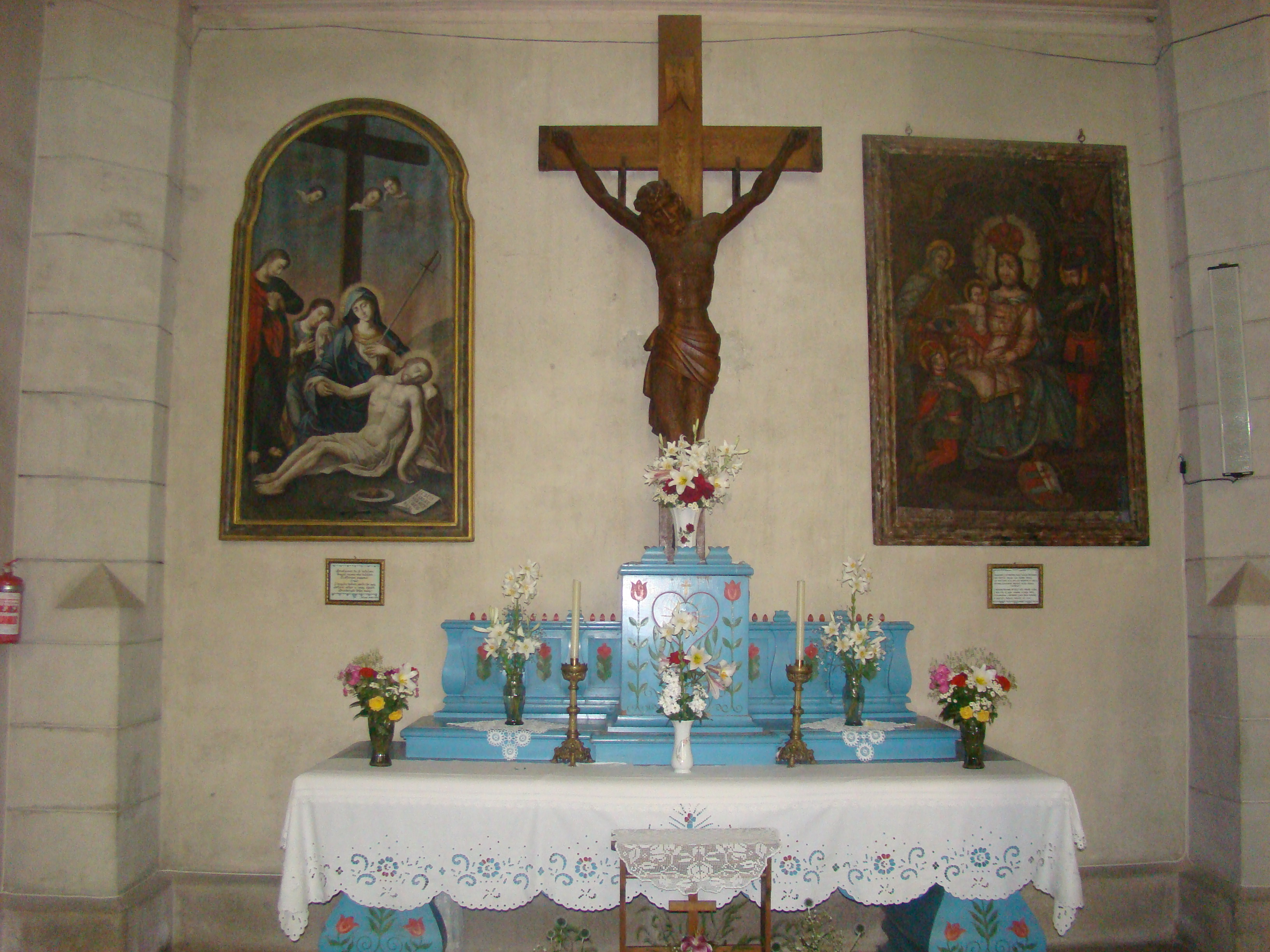
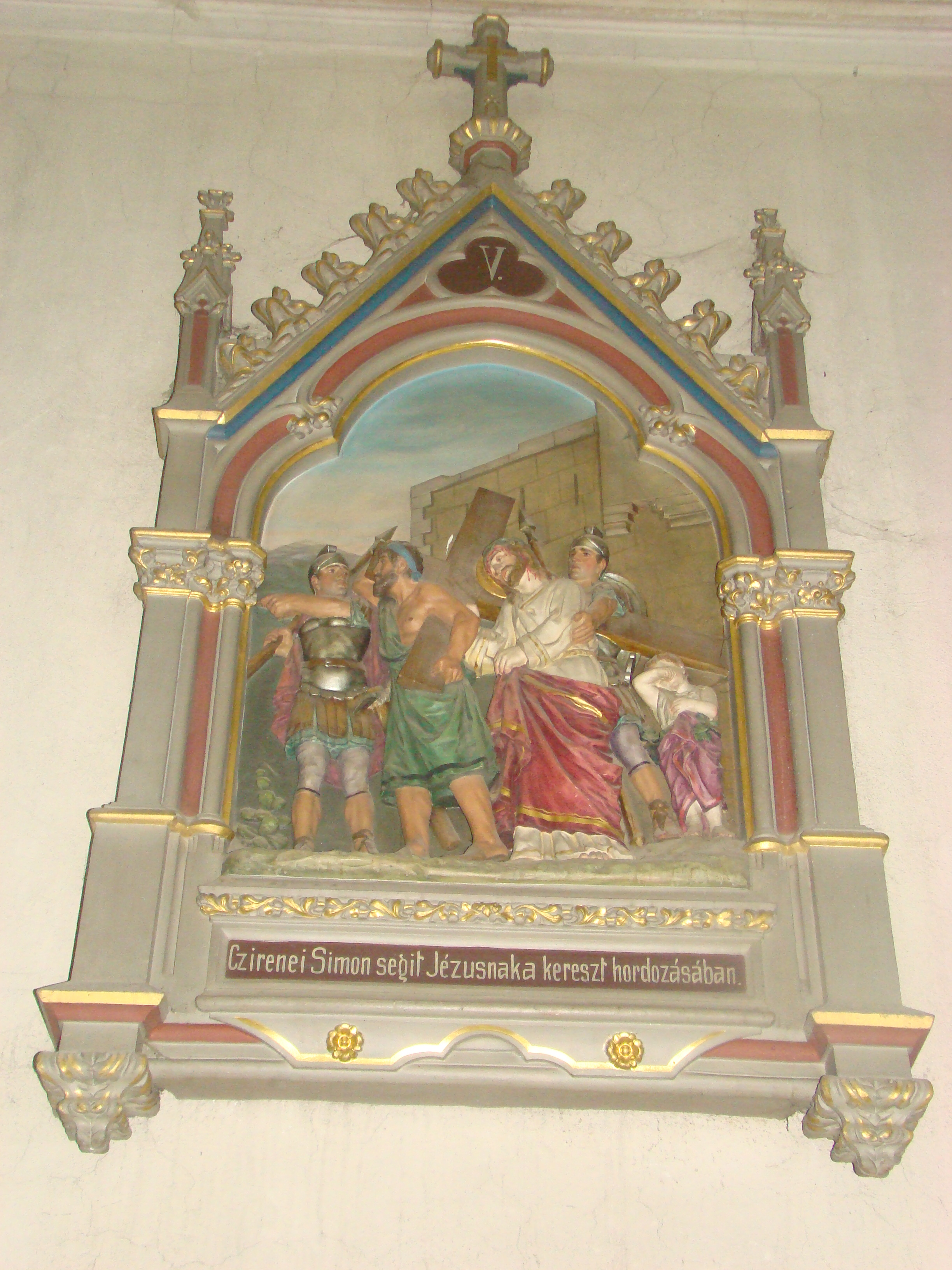
Calea Sf. Cruci: "Simon din Cirene Îl ajută pe Isus cu purtarea crucii."
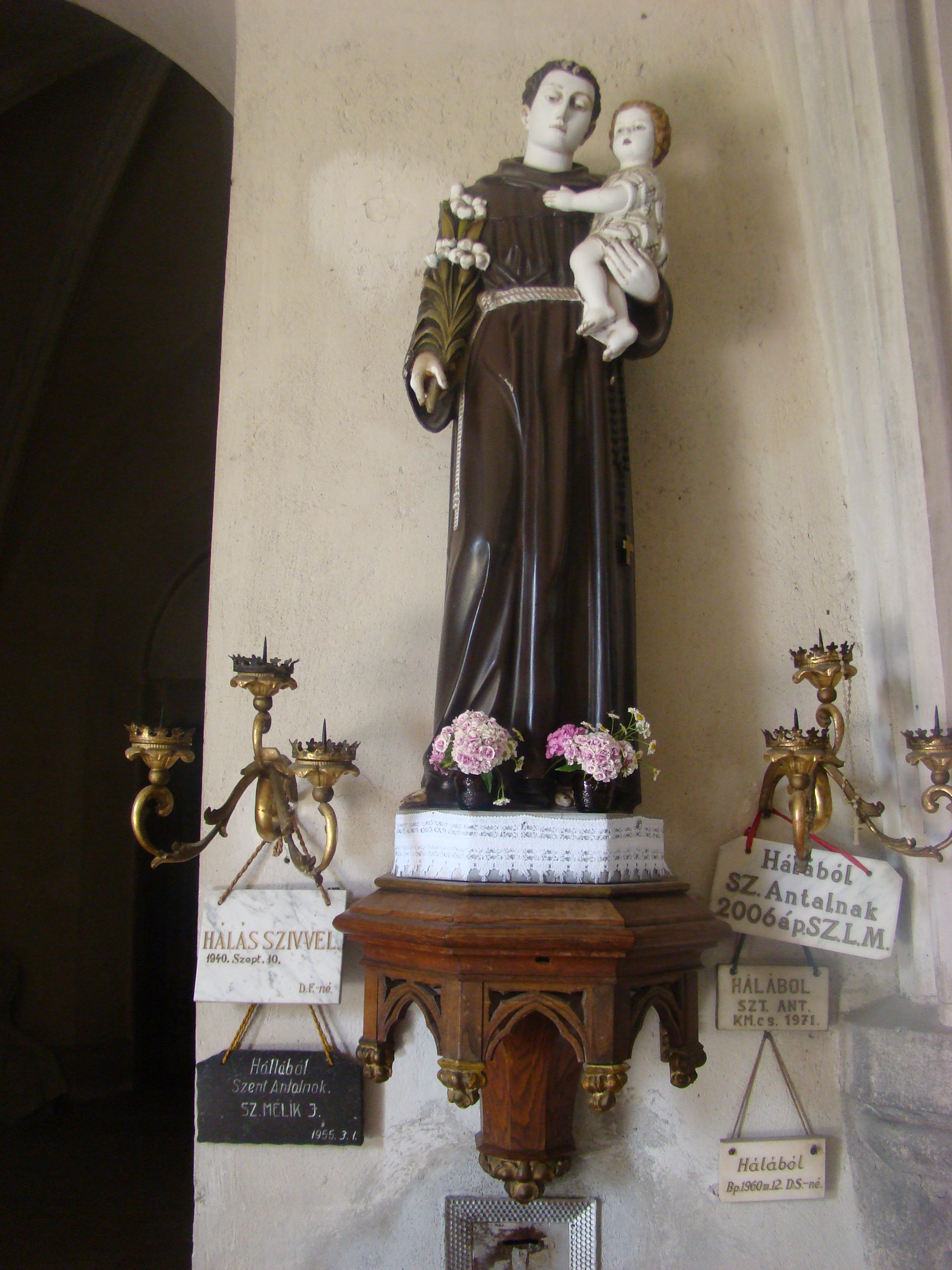
Sfântul Anton din Padova cu Pruncul Isus
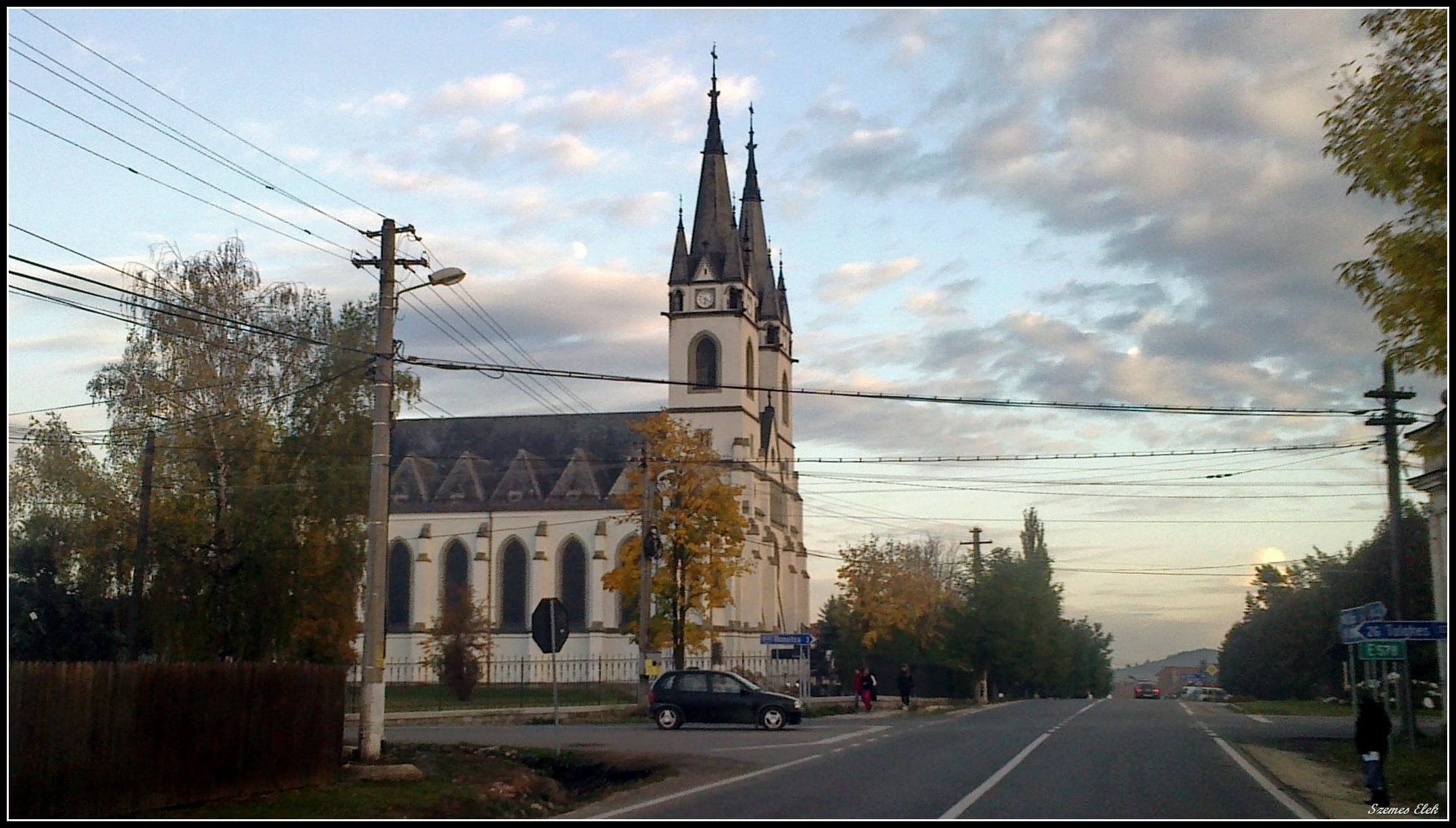